# يوديد المغنيسيوم
 يوديد المغنيسيوم مركب كيميائي له الصيغة MgI2 ، ويكون على شكل بلورات بيضاء. يوجد منه عدة أشكال مرتبطة مع جزيئات الماء MgI2(H2O)x، أشهرها سداسي وثماني هيدرات.

## الخواص
- انحلالية مركب يوديد المغنيسيوم كبيرة في الماء، وتتسيل بلوراته بالتماس مع الهواء، لذلك فهي غالباً ما تحفظ تحت جو خامل من غاز الآرغون. بالتعرض الطويل للهواء يتفكك المركب تدريجياً مع حدوث تلون بني إلى عنصر اليود وأكسيد المغنيسيوم.
- البنية البلورية لمركب يوديد المغنيسيوم بنية مشابهة لمركب يوديد الكادميوم.

## التحضير
يحضر مركب يوديد المغنيسيوم من التفاعل المباشر للعنصرين المكونين للمركب عند درجات حرارة مرتفعة
Mg + I2 → MgI2
كما يحضر من أثر حمض يوديد الهيدروجين على كربونات المغنيسيوم أو على أكسيده أو الهيدروكسيد.
MgCO3 + 2HI → MgI2 + CO2 + H2O

## الاستخدامات
- يستخدم مركب يوديد المغنيسيوم في الاصطناع العضوي في تفاعل بيليس-هلمان (Baylis–Hillman reaction) حيث يعطي مركبات فاينيل لها ترتيب Z.[2]